# Ernie Reyes
Pour les articles homonymes, voir Reyes.
Ernie Reyes Jr. (né le 15 janvier 1972) à San José, en Californie est un acteur et artiste martial américain d'origine philippine. Il est le fils de l'acteur et artiste martial Ernie Reyes Sr fondateur de l'école d'arts martiaux :  "West Coast Demo Team". 
Il a joué dans The Last Dragon, Red Sonja / Kalidor (1985), Les Tortues Ninja le film (Doublure cascade / combat de Donatello) 1990, Les Tortues Ninja 2 les héros sont de retour (1991), Surf Ninjas (1993), et Bienvenue dans la Jungle (2003). Il a également été cascadeur dans Indiana Jones et le Royaume du Crâne de Cristal et a réalisé des cascades de capture de mouvement dans Avatar et Alice au Pays des Merveilles. Il apparait également dans la saison 3 épisode 4 Highway to Heaven, NCIS: Los Angeles, et des séries de télé-réalité tels que Final Fu. 
Artiste martial accompli, il a notamment participé à l'événement sportif Strikeforce,une organisation américaine de kick-boxing et d'arts martiaux mixtes (MMA). 
Il entraine aujourd'hui des combattants MMA en parallèle de son métier d'acteur au cinéma.

## Vie personnelle
Il a trois frères et deux sœurs. En 2015, il a été signalé qu'il souffrait d’insuffisance rénale et qu’il avait besoin d’une greffe. Selon sa sœur, il subit une dialyse trois fois par semaine pendant quatre heures par jour. Sa famille a mis sur pied une campagne GoFundMe pour l'aider à amasser 75 000 $ afin de couvrir les frais médicaux. 

## Filmographie
- 1984 : Les Routes du Paradis : Michael Clancy Nguyen
- 1985 : The Last Dragon (Movie): Tai
- 1985 : Kalidor : Prince Tarn
- 1986-1987 : Le Chevalier lumière (série télévisée) : Ernie Lee
- 1989 : MacGyver (saison 3, épisode 19 "Le Dragon de Jade") : Luke Chen
- 1989: Ernie and Master Kim : Ernie
- 1990:  Les Tortues Ninja
- 1991: Les Tortues Ninja 2 : Les héros sont de retour : Keno, Serie TV Secret Bodyguard : Ernie
- 1993 : Surf Ninjas : Johnny, Serie TV Kun Fu : The Legend Continues : Sing Ling
- 1995 : Téléfilm P.C.H / Kill Shot : Koji
- 1996 : Paper Dragon : Wu, White Wolves II : Legend Of The Wild : Steve, Small Tim : Marty, Serie TV FX, Effets Spéciaux : Jimmy Chu
- 1998 : Direct To DVD : The Process : Jesse, Serie TV V.I.P. ou Vallery Irons Protection
- 2001 :  Rush Hour 2 : Zing, Serie TV Secret of the Horse : Victor Tran
- 2002 : Les Requins du billard : Tang, Serie TV Charmed : Kaz
- 2003 : Bienvenue dans la jungle : Manito
- 2006 : Emission MTV : Final Fu : invité
- 2007 : Redline : Ernie
- 2008 : Indiana Jones et le royaume du crâne de cristal : un guerrier au cimetière
- 2012 : Act of Valor : recrue, Money Fight : Johnny Sanchez
- 2014 : Ninja Apocalypse : Hiroshi
- 2015 : NCIS: Los Angeles : Jemadar Thapa
- 2017 : Série TV : The Librarians : Roi Singe, série TV : Doubt : Juge Dickson Haggerty, série TV Dice : Cambodian Dice
- 2018 : Brooklyn Nine-Nine : Bob, The Next Kill, Fury of the Fist and the Golden Fleece : Padawan, clip rap Wiz Khalifa : Rolling Papers 2, Uncharted : Live Action Fan Film : El Tigre
- 2019 : Série TV Superstore